# Nojus Mineikis
Nojus Mineikis (Klaipėda, 29 novembre 2000) è un cestista lituano.

## Carriera

### Nazionale
Con la nazionale Under-19 lituana ha partecipato al Mondiale di categoria del 2019, concluso al quarto posto finale.